# ウィリアム・ブラッケンリッジ

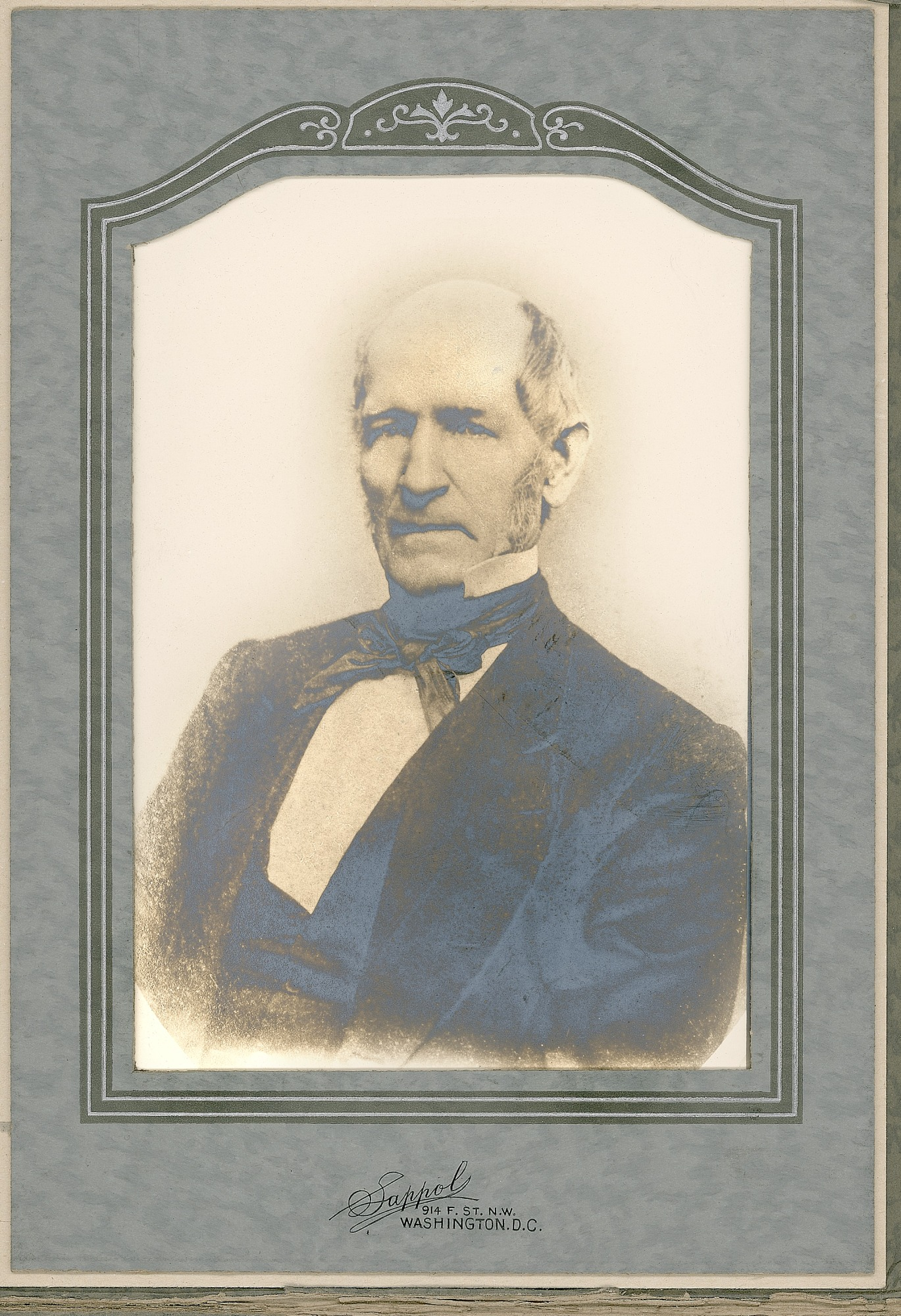
Brackenridge in 1880

ウィリアム・ブラッケンリッジ（William Dunlop Brackenridge、1810年 – 1893年）はスコットランド生まれのアメリカ合衆国の園芸家、植物学者である。
スコットランドのエアで生まれた。1837年にアメリカ合衆国に移民としてフィラデルフィアに渡り、園芸業者に雇われた。1838年から行われたアメリカ合衆国の太平洋探検航海に、はじめ園芸係、後に副植物学者に任じられた。植物学主任は最初有名な植物学者エイサ・グレイとワシントンの大使の息子のウィリアム・リッチが任命されたが、グレイは仕事の多忙を理由に航海に参加することを辞退し、リッチは植物学の経験が無かったので、ブラッケンリッジが植物採取や植物学業務を指揮した。ヴィンセンヌ号に乗船し、1839年にオーストラリアのシドニーやハンター川流域で植物採集を行い、1841年から1842年の間、オレゴン州やカリフォルニア州の沿岸地域や内陸の探査を行った。帰還した後は、収集した標本を研究し、シダ類に関する報告書を執筆し、エイサ・グレイがすべての植物の植物報告書を執筆した。この探検航海の成果の一つがカリフォルニアのシャスタ山近くで、食虫植物、ランチュウソウ（ダーリングトニア・カリフォルニカ、Darlingtonia californica）を発見したことで、ブラッケンリッジは友人のフィラデルフィアのウィリアム・ダーリントンの名前を属の名前に命名した。
1855年からボルチモアで園芸家、造園家として働いた。
エイサ・グレイがオクナ科の属名、Brackenridgea （ブラクケンリドゲア属）にブラッケンリッジの名を命名した。ワシントン州のピュージェット湾の、ブラッケンリッジ水路（Brackenridge Passage）に名前が残されている。

## 著作
- Brackenridge, William Dunlop. United States Exploring Edition Report, Volume XVI - Botany - Filices. 1854.
- Brackenridge, William Dunlop. United States Exploring Edition Report, Volume XVI - Botany - Filices: Atlas. 1856.